# Sprachverständnis
Sprachverständnis ist die Fähigkeit, Sinn und Bedeutung von Lautäußerungen zu erfassen. Es besteht eine enge Beziehung zu Phonetik und Phonologie in der Linguistik sowie der Kognitionspsychologie und der Wahrnehmungspsychologie.

## Tests
Zahlreiche Tests untersuchen das Sprachverständnis. So testet beispielsweise der Aachener Aphasie-Test unter anderem das auditive Sprachverständnis. „Bei Eignungstests zum Sprachverständnis müssen Bewerber nachweisen, dass sie andere verstehen und ihre eigenen Gedanken treffsicher in Worte fassen können“.

## Sprachverständnis bei Louis Leon Thurstone
Der US-amerikanische Intelligenzforscher Louis Leon Thurstone postuliert in seiner sog. 2-Faktorentheorie der Intelligenz die Existenz von sieben verschiedenen s-Faktoren (spezifische Faktoren) der Intelligenz (neben dem g-Faktor der Intelligenz). Einer dieser sieben Faktoren ist das Sprachverständnis.